# Anthony West

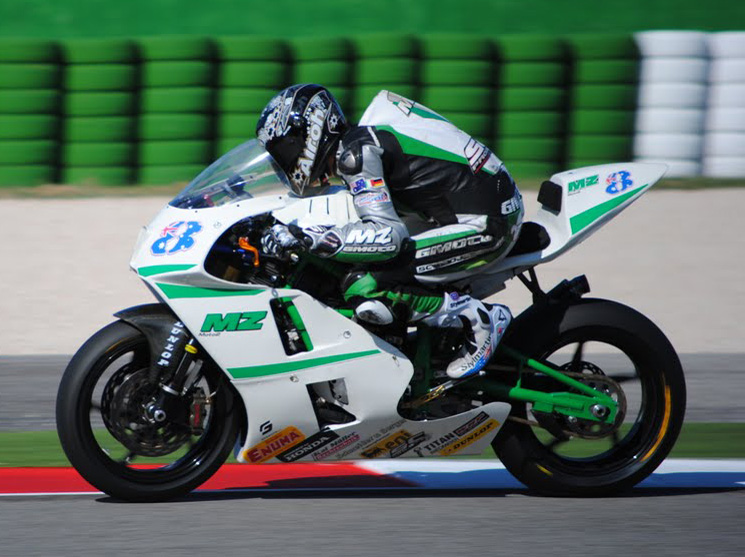
Anthony West op het Misano World Circuit in 2010.

Anthony "Ant" West (Maryborough, 17 juli 1981) is een Australisch motorcoureur.
West maakte in 1998 zijn debuut in de 125cc-klasse van het wereldkampioenschap wegrace met een wildcard in zijn thuisrace op een Honda. In 1999 maakte hij zijn fulltime debuut op een TSR-Honda in de 250cc-klasse. Hij eindigde regelmatig in de punten, waaronder in een uitstapje naar de 500cc-klasse in 2001. Hij wist tijdens deze jaren geen spraakmakende resultaten te boeken tot 2003, toen hij overstapte van een Honda naar een Aprilia. Tijdens de Grand Prix van Catalonië dat jaar behaalde hij zijn eerste podiumplaats, om de volgende race tijdens de TT van Assen te winnen. Aan het eind van 2004 vertrok West bij Aprilia om in 2005 eenmalig terug te keren tijdens de Grand Prix van Frankrijk. Ook reed hij dat jaar de TT van Assen op een Honda als eenmalige vervanger van Radomil Rous. Verder reed hij zes races voor het fabrieksteam van KTM, waarbij hij tijdens het debuut van de motor in de Grand Prix van Groot-Brittannië als tweede eindigde.
In 2006 keerde West fulltime terug in de 250cc op een Aprilia. Hij bleef hier rijden tot halverwege 2007, toen hij werd opgeroepen als vervanger van de gestopte Olivier Jacque bij het MotoGP-fabrieksteam van Kawasaki. Zijn beste resultaat voor het team was een vijfde plaats tijdens de Grand Prix van Tsjechië in 2008, maar aan het eind van dat jaar tekende bij Honda een contract waarmee hij in 2009 in het wereldkampioenschap supersport uitkwam. In 2010 keerde hij terug in het wereldkampioenschap wegrace en kwam in de Moto2-klasse uit voor MZ-RE Honda.
Ondanks twee vierde plaatsen in 2011 vertrok West in 2012 naar Moriwaki. Halverwege het seizoen stapte hij echter over naar een Speed Up. Hij behaalde twee podiumplaatsen, maar op 31 oktober werd bekend dat hij positief was getest op het gebruik van methylhexanamine tijdens de Grand Prix van Frankrijk. Hij verloor zijn zevende plaats tijdens deze race en mocht een maand niet deelnemen aan door de FIM georganiseerde races. In 2013 bleef hij actief voor Speed Up, maar in november oordeelde het Hof van Arbitrage voor Sport door middel van een protest ingediend door de World Anti-Doping Agency tegen het besluit van de FIM om West een ban van slechts een maand te geven na zijn positieve drugstest. Het hof verlengde zijn ban tot 18 maanden en oordeelde dat al zijn resultaten tussen 20 mei 2012 en 19 oktober 2013 werden geschrapt. Desondanks keerde West in 2014 terug bij Speed Up, om elf jaar na zijn eerste overwinning voor de tweede keer de TT van Assen te winnen.